# 5e étape du Tour de France Femmes 2023
Pour un article plus général, voir Tour de France Femmes 2023.
La 5e étape du Tour de France Femmes 2023 se déroule le jeudi 27 juillet 2023 entre Onet-le-Château et Albi, sur une distance de 126,1 kilomètres.

## Déroulement de la course
Peu après la côte de Laguépie (km 85,2), l'Allemande Ricarda Bauernfeind (Canyon-SRAM) et la Britannique Claire Steels (Israel Premier Tech) sortent du groupe maillot jaune constitué d'une trentaine de coureuses dont la plupart des favorites. Au km 92, Bauernfeind lâche Steels et fait la course seule en tête, creuse rapidement un écart et compte un avantage maximal d'une minute et trente secondes sur le groupe maillot jaune. À 10 km de l'arrivée, Bauernfeind bénéficie encore d'une avance de quarante secondes sur le groupe maillot jaune emmené par la championne de Suisse Marlen Reusser (SD Worx). Sur la ligne d'arrivée à Albi, Ricarda Bauernfeind conserve 22 secondes d'avance sur Reusser et l'Allemande Liane Lippert (Movistar) sorties du groupe de chasse et 32 secondes sur la Belge Lotte Kopecky qui remporte le sprint du groupe de chasse et conserve son maillot jaune.
Neuf coureuses arrivées hors délais pour 1 min 53 s ont été repêchées après avoir perdu 2 min 10 s devant un passage à niveau fermé.

## Résultats

### Classement de l'étape
| Classement de la 5e étape | Classement de la 5e étape | Classement de la 5e étape | Classement de la 5e étape      | Classement de la 5e étape |
|                           | Coureur                   | Pays                      | Équipe                         | Temps                     |
| ------------------------- | ------------------------- | ------------------------- | ------------------------------ | ------------------------- |
| 1er                       | Ricarda Bauernfeind       | Allemagne                 | Canyon-SRAM Racing             | en 3 h 7 min 20 s         |
| 2e                        | Marlen Reusser            | Suisse                    | SD Worx                        | + 22 s                    |
| 3e                        | Liane Lippert             | Allemagne                 | Movistar Team                  | + 22 s                    |
| 4e                        | Lotte Kopecky             | Belgique                  | SD Worx                        | + 32 s                    |
| 5e                        | Soraya Paladin            | Italie                    | Canyon-SRAM Racing             | + 32 s                    |
| 6e                        | Riejanne Markus           | Pays-Bas                  | Jumbo-Visma                    | + 32 s                    |
| 7e                        | Ane Santesteban González  | Espagne                   | Team Jayco AlUla               | + 32 s                    |
| 8e                        | Ashleigh Moolman Pasio    | Afrique du Sud            | AG Insurance-Soudal Quick-Step | + 32 s                    |
| 9e                        | Elisa Longo Borghini      | Italie                    | Lidl-Trek                      | + 32 s                    |
| 10e                       | Coralie Demay             | France                    | St Michel-Mavic-Auber93        | + 32 s                    |
| modifier                  |                           |                           |                                |                           |

### Bonifications en temps
|   | Coureur                | Pays            | Équipe                         | Secondes |
| - | ---------------------- | --------------- | ------------------------------ | -------- |
| 1 | Ricarda Bauernfeind    | Allemagne       | Canyon-SRAM Racing             | 6 s      |
| 2 | Claire Steels          | Grande-Bretagne | Israel-Premier Tech Roland     | 4 s      |
| 3 | Ashleigh Moolman Pasio | Afrique du Sud  | AG Insurance-Soudal Quick-Step | 2 s      |

|   | Coureur             | Pays      | Équipe             | Secondes |
| - | ------------------- | --------- | ------------------ | -------- |
| 1 | Ricarda Bauernfeind | Allemagne | Canyon-SRAM Racing | 10 s     |
| 2 | Marlen Reusser      | Suisse    | SD Worx            | 6 s      |
| 3 | Liane Lippert       | Allemagne | Movistar Team      | 4 s      |

### Points attribués
| Sprint intermédiaire Monestiés (km 99,8) | Sprint intermédiaire Monestiés (km 99,8) | Sprint intermédiaire Monestiés (km 99,8) | Sprint intermédiaire Monestiés (km 99,8) | Sprint intermédiaire Monestiés (km 99,8) |
| ---------------------------------------- | ---------------------------------------- | ---------------------------------------- | ---------------------------------------- | ---------------------------------------- |
|                                          | Coureur                                  | Pays                                     | Équipe                                   | Point(s)                                 |
| 1er                                      | Ricarda Bauernfeind                      | Allemagne                                | Canyon-SRAM Racing                       | 25                                       |
| 2e                                       | Lotte Kopecky                            | Belgique                                 | SD Worx                                  | 20                                       |
| 3e                                       | Ashleigh Moolman Pasio                   | Afrique du Sud                           | AG Insurance-Soudal Quick-Step           | 17                                       |
| 4e                                       | Justine Ghekiere                         | Belgique                                 | AG Insurance-Soudal Quick-Step           | 15                                       |
| 5e                                       | Demi Vollering                           | Pays-Bas                                 | SD Worx                                  | 13                                       |
| 6e                                       | Paula Patiño Bedoya                      | Colombie                                 | Movistar Team                            | 11                                       |
| 7e                                       | Annemiek van Vleuten                     | Pays-Bas                                 | Movistar Team                            | 10                                       |
| 8e                                       | Amanda Spratt                            | Australie                                | Lidl-Trek                                | 9                                        |
| 9e                                       | Liane Lippert                            | Allemagne                                | Movistar Team                            | 8                                        |
| 10e                                      | Katarzyna Niewiadoma                     | Pologne                                  | Canyon-SRAM Racing                       | 7                                        |
| 11e                                      | Elisa Longo Borghini                     | Italie                                   | Lidl-Trek                                | 6                                        |
| 12e                                      | Marlen Reusser                           | Suisse                                   | SD Worx                                  | 5                                        |
| 13e                                      | Ane Santesteban González                 | Espagne                                  | Team Jayco AlUla                         | 4                                        |
| 14e                                      | Soraya Paladin                           | Italie                                   | Canyon-SRAM Racing                       | 3                                        |
| 15e                                      | Loes Adegeest                            | Pays-Bas                                 | FDJ-Suez                                 | 2                                        |
| modifier                                 |                                          |                                          |                                          |                                          |

| Arrivée d'étape Albi (km 126,1) | Arrivée d'étape Albi (km 126,1) | Arrivée d'étape Albi (km 126,1) | Arrivée d'étape Albi (km 126,1) | Arrivée d'étape Albi (km 126,1) |
| ------------------------------- | ------------------------------- | ------------------------------- | ------------------------------- | ------------------------------- |
|                                 | Coureur                         | Pays                            | Équipe                          | Point(s)                        |
| 1er                             | Ricarda Bauernfeind             | Allemagne                       | Canyon-SRAM Racing              | 50                              |
| 2e                              | Marlen Reusser                  | Suisse                          | SD Worx                         | 30                              |
| 3e                              | Liane Lippert                   | Allemagne                       | Movistar Team                   | 20                              |
| 4e                              | Lotte Kopecky                   | Belgique                        | SD Worx                         | 18                              |
| 5e                              | Soraya Paladin                  | Italie                          | Canyon-SRAM Racing              | 16                              |
| 6e                              | Riejanne Markus                 | Pays-Bas                        | Jumbo-Visma                     | 14                              |
| 7e                              | Ane Santesteban González        | Espagne                         | Team Jayco AlUla                | 12                              |
| 8e                              | Ashleigh Moolman Pasio          | Afrique du Sud                  | AG Insurance-Soudal Quick-Step  | 10                              |
| 9e                              | Elisa Longo Borghini            | Italie                          | Lidl-Trek                       | 8                               |
| 10e                             | Coralie Demay                   | France                          | St Michel-Mavic-Auber93         | 7                               |
| 11e                             | Clara Koppenburg                | Allemagne                       | Cofidis                         | 6                               |
| 12e                             | Julie De Wilde                  | Belgique                        | Fenix-Deceuninck                | 5                               |
| 13e                             | Tamara Dronova                  | Neutre,                         | Israel-Premier Tech Roland      | 4                               |
| 14e                             | Silvia Persico                  | Italie                          | UAE Team ADQ                    | 3                               |
| 15e                             | Loes Adegeest                   | Pays-Bas                        | FDJ-Suez                        | 2                               |
| modifier                        |                                 |                                 |                                 |                                 |

### Cols et côtes
| Côte de Najac (km 74,9) 3e catégorie (2,1 km à 7,4 %) | Côte de Najac (km 74,9) 3e catégorie (2,1 km à 7,4 %) | Côte de Najac (km 74,9) 3e catégorie (2,1 km à 7,4 %) | Côte de Najac (km 74,9) 3e catégorie (2,1 km à 7,4 %) | Côte de Najac (km 74,9) 3e catégorie (2,1 km à 7,4 %) |
| ----------------------------------------------------- | ----------------------------------------------------- | ----------------------------------------------------- | ----------------------------------------------------- | ----------------------------------------------------- |
|                                                       | Coureur                                               | Pays                                                  | Équipe                                                | Point(s)                                              |
| 1er                                                   | Yara Kastelijn                                        | Pays-Bas                                              | Fenix-Deceuninck                                      | 3                                                     |
| 2e                                                    | Katarzyna Niewiadoma                                  | Pologne                                               | Canyon-SRAM Racing                                    | 2                                                     |
| 3e                                                    | Marlen Reusser                                        | Suisse                                                | SD Worx                                               | 1                                                     |
| modifier                                              |                                                       |                                                       |                                                       |                                                       |

| Côte de Laguépie (km 85,2) 3e catégorie (1,5 km à 9,0 %) | Côte de Laguépie (km 85,2) 3e catégorie (1,5 km à 9,0 %) | Côte de Laguépie (km 85,2) 3e catégorie (1,5 km à 9,0 %) | Côte de Laguépie (km 85,2) 3e catégorie (1,5 km à 9,0 %) | Côte de Laguépie (km 85,2) 3e catégorie (1,5 km à 9,0 %) |
| -------------------------------------------------------- | -------------------------------------------------------- | -------------------------------------------------------- | -------------------------------------------------------- | -------------------------------------------------------- |
|                                                          | Coureur                                                  | Pays                                                     | Équipe                                                   | Point(s)                                                 |
| 1er                                                      | Yara Kastelijn                                           | Pays-Bas                                                 | Fenix-Deceuninck                                         | 3                                                        |
| 2e                                                       | Amanda Spratt                                            | Australie                                                | Lidl-Trek                                                | 2                                                        |
| 3e                                                       | Marlen Reusser                                           | Suisse                                                   | SD Worx                                                  | 1                                                        |
| modifier                                                 |                                                          |                                                          |                                                          |                                                          |

| \| Côte de Monestiès (km 102,2) 4e catégorie (1,6 km à 6,4 %) \| Côte de Monestiès (km 102,2) 4e catégorie (1,6 km à 6,4 %) \| Côte de Monestiès (km 102,2) 4e catégorie (1,6 km à 6,4 %) \| Côte de Monestiès (km 102,2) 4e catégorie (1,6 km à 6,4 %) \| Côte de Monestiès (km 102,2) 4e catégorie (1,6 km à 6,4 %) \| \| ---------------------------------------------------------- \| ---------------------------------------------------------- \| ---------------------------------------------------------- \| ---------------------------------------------------------- \| ---------------------------------------------------------- \| \| \| Coureur \| Pays \| Équipe \| Point(s) \| \| 1er \| Ricarda Bauernfeind \| Allemagne \| Canyon-SRAM Racing \| 2 \| \| 2e \| Yara Kastelijn \| Pays-Bas \| Fenix-Deceuninck \| 1 \| \| modifier \| \| \| \| \| |                     |           |                    |          |
| Côte de Monestiès (km 102,2) 4e catégorie (1,6 km à 6,4 %) |                     |           |                    |          |
| | Coureur             | Pays      | Équipe             | Point(s) |
| 1er | Ricarda Bauernfeind | Allemagne | Canyon-SRAM Racing | 2        |
| 2e | Yara Kastelijn      | Pays-Bas  | Fenix-Deceuninck   | 1        |
| modifier |                     |           |                    |          |

### Prix de la combativité
- Ricarda Bauernfeind (Canyon-SRAM Racing)

## Classements à l'issue de l'étape

### Classement général
Demi Vollering (SD Worx) écope de 20 secondes de pénalité pour abri prolongé derrière la voiture de son directeur sportif en tentant de remonter sur le peloton après une crevaison.
| Classement général | Classement général     | Classement général | Classement général             | Classement général  |
|                    | Coureur                | Pays               | Équipe                         | Temps               |
| ------------------ | ---------------------- | ------------------ | ------------------------------ | ------------------- |
| 1er                | Lotte Kopecky          | Belgique           | SD Worx                        | en 18 h 55 min 17 s |
| 2e                 | Ashleigh Moolman Pasio | Afrique du Sud     | AG Insurance-Soudal Quick-Step | + 49 s              |
| 3e                 | Elisa Longo Borghini   | Italie             | Lidl-Trek                      | + 51 s              |
| 4e                 | Katarzyna Niewiadoma   | Pologne            | Canyon-SRAM Racing             | + 51 s              |
| 5e                 | Annemiek van Vleuten   | Pays-Bas           | Movistar Team                  | + 51 s              |
| 6e                 | Yara Kastelijn         | Pays-Bas           | Fenix-Deceuninck               | + 1 min 0 s         |
| 7e                 | Demi Vollering         | Pays-Bas           | SD Worx                        | + 1 min 3 s         |
| 8e                 | Liane Lippert          | Allemagne          | Movistar Team                  | + 1 min 25 s        |
| 9e                 | Ricarda Bauernfeind    | Allemagne          | Canyon-SRAM Racing             | + 1 min 38 s        |
| 10e                | Juliette Labous        | France             | Team DSM-Firmenich             | + 1 min 48 s        |
| modifier           |                        |                    |                                |                     |

| Classement par points | Classement par points  | Classement par points | Classement par points          | Classement par points |
| --------------------- | ---------------------- | --------------------- | ------------------------------ | --------------------- |
|                       | Coureur                | Pays                  | Équipe                         | Point(s)              |
| 1er                   | Lotte Kopecky          | Belgique              | SD Worx                        | 166 points            |
| 2e                    | Ashleigh Moolman Pasio | Afrique du Sud        | AG Insurance-Soudal Quick-Step | 119 pts               |
| 3e                    | Ricarda Bauernfeind    | Allemagne             | Canyon-SRAM Racing             | 75 pts                |
| 4e                    | Liane Lippert          | Allemagne             | Movistar Team                  | 64 pts                |
| 5e                    | Marianne Vos           | Pays-Bas              | Jumbo-Visma                    | 64 pts                |
| 6e                    | Yara Kastelijn         | Pays-Bas              | Fenix-Deceuninck               | 60 pts                |
| 7e                    | Demi Vollering         | Pays-Bas              | SD Worx                        | 60 pts                |
| 8e                    | Anouska Koster         | Pays-Bas              | Uno-X Pro Cycling Team         | 58 pts                |
| 9e                    | Elisa Longo Borghini   | Italie                | Lidl-Trek                      | 51 pts                |
| 10e                   | Katarzyna Niewiadoma   | Pologne               | Canyon-SRAM Racing             | 42 pts                |
| modifier              |                        |                       |                                |                       |

| Classement de la meilleure grimpeuse | Classement de la meilleure grimpeuse | Classement de la meilleure grimpeuse | Classement de la meilleure grimpeuse | Classement de la meilleure grimpeuse |
| ------------------------------------ | ------------------------------------ | ------------------------------------ | ------------------------------------ | ------------------------------------ |
|                                      | Coureur                              | Pays                                 | Équipe                               | Point(s)                             |
| 1er                                  | Yara Kastelijn                       | Pays-Bas                             | Fenix-Deceuninck                     | 23 points                            |
| 2e                                   | Anouska Koster                       | Pays-Bas                             | Uno-X Pro Cycling Team               | 19 pts                               |
| 3e                                   | Kathrin Hammes                       | Allemagne                            | EF Education-TIBCO-SVB               | 11 pts                               |
| 4e                                   | Julie Van de Velde                   | Belgique                             | Fenix-Deceuninck                     | 9 pts                                |
| 5e                                   | Marlen Reusser                       | Suisse                               | SD Worx                              | 5 pts                                |
| 6e                                   | Katarzyna Niewiadoma                 | Pologne                              | Canyon-SRAM Racing                   | 5 pts                                |
| 7e                                   | Georgia Williams                     | Nouvelle-Zélande                     | EF Education-TIBCO-SVB               | 4 pts                                |
| 8e                                   | Lotte Kopecky                        | Belgique                             | SD Worx                              | 3 pts                                |
| 9e                                   | Ricarda Bauernfeind                  | Allemagne                            | Canyon-SRAM Racing                   | 2 pts                                |
| 10e                                  | Elisa Longo Borghini                 | Italie                               | Lidl-Trek                            | 2 pts                                |
| modifier                             |                                      |                                      |                                      |                                      |

| Classement général de la meilleure jeune | Classement général de la meilleure jeune | Classement général de la meilleure jeune | Classement général de la meilleure jeune | Classement général de la meilleure jeune |
|                                          | Coureur                                  | Pays                                     | Équipe                                   | Temps                                    |
| ---------------------------------------- | ---------------------------------------- | ---------------------------------------- | ---------------------------------------- | ---------------------------------------- |
| 1er                                      | Cédrine Kerbaol                          | France                                   | Ceratizit-WNT                            | en 15 h 50 min 32 s                      |
| 2e                                       | Ella Wyllie                              | Nouvelle-Zélande                         | Lifeplus Wahoo                           | + 2 min 45 s                             |
| 3e                                       | Eleonora Gasparrini                      | Italie                                   | UAE Team ADQ                             | + 15 min 53 s                            |
| 4e                                       | Silke Smulders                           | Pays-Bas                                 | Liv Racing TeqFind                       | + 19 min 38 s                            |
| 5e                                       | Alice Towers                             | Grande-Bretagne                          | Canyon-SRAM Racing                       | + 20 min 8 s                             |
| 6e                                       | Léa Curinier                             | France                                   | Team DSM-Firmenich                       | + 22 min 53 s                            |
| 7e                                       | Caroline Andersson                       | Suède                                    | Liv Racing TeqFind                       | + 24 min 2 s                             |
| 8e                                       | Julia Borgström                          | Suède                                    | AG Insurance-Soudal Quick-Step           | + 25 min 10 s                            |
| 9e                                       | Camille Fahy                             | France                                   | St Michel-Mavic-Auber93                  | + 34 min 51 s                            |
| 10e                                      | Julie De Wilde                           | Belgique                                 | Fenix-Deceuninck                         | + 36 min 47 s                            |
| modifier                                 |                                          |                                          |                                          |                                          |

| Classement par équipes | Classement par équipes         | Classement par équipes | Classement par équipes |
|                        | Équipe                         | Pays                   | Temps                  |
| ---------------------- | ------------------------------ | ---------------------- | ---------------------- |
| 1re                    | SD Worx                        | Pays-Bas               | en 56 h 47 min 51 s    |
| 2e                     | Canyon-SRAM Racing             | Allemagne              | + 4 min 25 s           |
| 3e                     | Movistar Team                  | Espagne                | + 4 min 37 s           |
| 4e                     | FDJ-Suez                       | France                 | + 7 min 32 s           |
| 5e                     | Lidl-Trek                      | États-Unis             | + 18 min 1 s           |
| 6e                     | UAE Team ADQ                   | Émirats arabes unis    | + 18 min 40 s          |
| 7e                     | Jumbo-Visma                    | Pays-Bas               | + 20 min 9 s           |
| 8e                     | AG Insurance-Soudal Quick-Step | Belgique               | + 21 min 53 s          |
| 9e                     | Fenix-Deceuninck               | Belgique               | + 22 min 12 s          |
| 10e                    | Israel-Premier Tech Roland     | Suisse                 | + 27 min 29 s          |
| modifier               |                                |                        |                        |

## Abandons
Six abandons ont eu lieu lors de la 5e étape :
- Lorena Wiebes (SD Worx) : non partante
- Mie Bjørndal Ottestad (Uno-X Pro Cycling Team) : non partante
- Gabrielle Pilote Fortin (Cofidis) : abandon
- Kaja Rysz (Lifeplus Wahoo) : abandon
- Jenny Rissveds (Coop-Hitec Products) : non partante
- Évita Muzic (FDJ-Suez) : abandon